# إليزابيث بيرينجتون
إليزابيث بيرينجتون (بالإنجليزية: Elizabeth Berrington)‏ هي ممثلة بريطانية، ولدت في 3 أغسطس 1970 في المملكة المتحدة.

## أعمال

### أفلام
- (1996) أسرار وأكاذيب[5]
- (1999) 8 ½ النساء
- (2000) الريشات[6]
- (2008) في بروج[7]
- (2014) السيد تيرنر[8][9]

## وصلات خارجية
- إليزابيث بيرينجتون على موقع IMDb (الإنجليزية)
- إليزابيث بيرينجتون على موقع روتن توميتوز (الإنجليزية)
- إليزابيث بيرينجتون على موقع ألو سيني (الفرنسية)
- إليزابيث بيرينجتون على موقع أول موفي (الإنجليزية)
- إليزابيث بيرينجتون على موقع قاعدة بيانات الأفلام السويدية (السويدية)
- إليزابيث بيرينجتون على موقع قاعدة بيانات الفيلم (الإنجليزية)
- إليزابيث بيرينجتون على موقع كينوبويسك (الروسية)